# Hrabstwo Sheridan (Kansas)

Piramida wieku hrabstwa

Hrabstwo Sheridan – hrabstwo położone w USA w stanie Kansas z siedzibą w mieście Hoxie. Założone w 1873 roku. Hrabstwo należy do nielicznych hrabstw w Stanach Zjednoczonych należących do tzw. dry county, czyli hrabstw gdzie decyzją lokalnych władz obowiązuje całkowita prohibicja.

## Miasta
- Hoxie
- Selden

## Sąsiednie Hrabstwa
- Hrabstwo Decatur
- Hrabstwo Norton
- Hrabstwo Graham
- Hrabstwo Gove
- Hrabstwo Thomas